# Walaricus

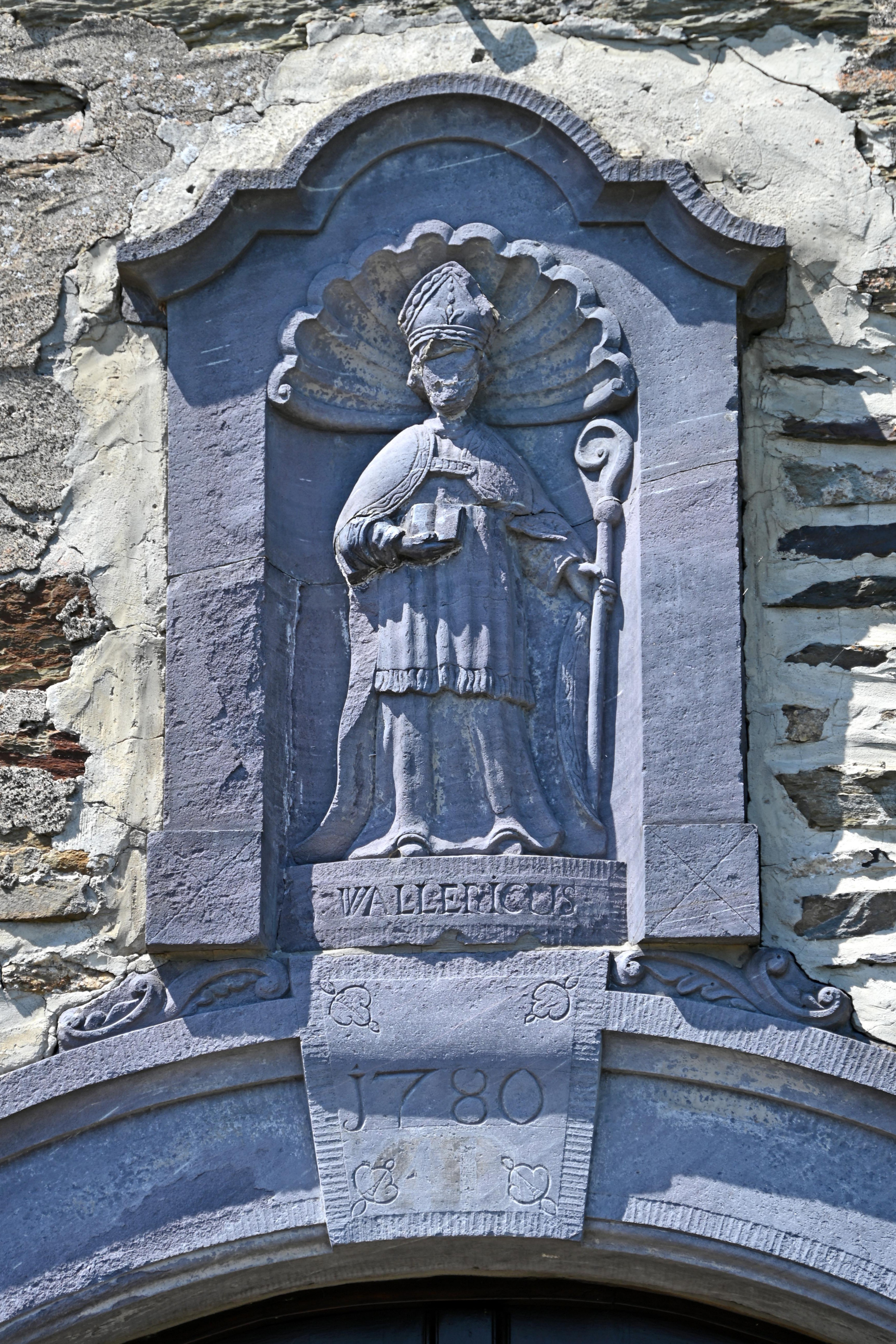
St. Walrikus (Espeler), Hochrelief

Walaricus, auch Walarich, Valery, (* um 560; † um 620) war eine Gestalt des frühen Mönchtums im Frankenreich.
Der Gründer des Klosters Leuconay stammte aus der Auvergne. Unter dem Einfluss des irischen Missionars Kolumban von Luxeuil trat er in das von diesem gegründete Kloster Luxeuil ein. 613 gründete er das Kloster Leuconay an der Somme-Mündung, wo er um das Jahr 620 starb.
Der Ort Leuconai wurde später in Saint-Valery-sur-Somme umbenannt. Außerdem gibt es in den nach Walaricus benannten Ort Saint-Valery-en-Caux.
Die Vita Walarici hat Bruno Krusch kritisch ediert.